# Wilmington (Nowy Jork)
Wilmington – miasto w Stanach Zjednoczonych, w stanie Nowy Jork, w hrabstwie Essex.